# Rübenwanze
Die Rübenwanze (Parapiesma quadratum) ist eine Wanze aus der Familie der Meldenwanzen (Piesmatidae).

## Merkmale
Die Wanzen werden 2,3 bis 3,4 Millimeter lang. Die Art kann man von Piesma maculatum durch die Form des Pronotums unterscheiden: den Seitenrändern fehlen die deutliche erkennbare Einkerbung der ähnlichen Art. Die Tiere haben immer voll entwickelte Hinterflügel, die Hemielytren sind jedoch unterschiedlich lang entwickelt.

## Verbreitung und Lebensraum
Die Art ist von Nordafrika über den Mittelmeerraum bis in den Süden Skandinaviens und den Süden der Britischen Inseln sowie östlich über Zentralasien bis China und Korea verbreitet. In Deutschland ist sie vor allem an den Küsten und im nördlichen Tiefland weit verbreitet und vielerorts häufig, ansonsten findet man sie im Binnenland nur an salzigen Stellen. In Süddeutschland ist sie nur von einzelnen Orten nachgewiesen. In Österreich ist sie nur aus dem Seewinkel im Burgenland bekannt. In Großbritannien ist sie in England und Wales weit verbreitet, im Süden aber häufiger. Besiedelt werden salzige Lebensräume an der Meeresküste und im Binnenland.

## Lebensweise
Die Tiere leben an verschiedenen Fuchsschwanzgewächsen (Chenopodiaceae), insbesondere an Melden (Atriplex) und Gänsefüßen (Chenopodium). Sie gilt in Norddeutschland und Polen seit etwa 100 Jahren als Schädling in der Landwirtschaft, da sie beim Saugen an den Pflanzen den Rübenkräuselvirus (Savoia beta) an Zucker- und Futterrüben überträgt. Im Gewächshausanbau können sie auch eine durch Rickettsien verursachte Pflanzenkrankheit übertragen. Die Wanzen saugen sowohl am Parenchym, als auch am Phloem der Pflanzen und geben eine honigtauähnliche Ausscheidung ab.
Die Überwinterung erfolgt als Imago in Bodenstreu, vor allem auf trockenen, sonnigen, sandigen Bereichen, oder seltener in Ritzen von Rinde an Gehölzen. Die Tiere beginnen bei günstigen Temperaturen ihren regen Flug ab Ende April bis Anfang Mai und paaren sich. Während der Flugzeit findet man die Wanzen auf verschiedenen krautigen Pflanzen und Gehölzen, an denen sie jedoch nicht saugen. Die Weibchen legen ihre Eier einzeln oder in kleinen Gruppen an verschiedenen Stellen der Nahrungspflanzen und am Boden ab. Insgesamt kann ein Weibchen 100 bis 160 Eier ablegen. Die adulten Tiere der neuen Generation treten ab Juli auf; gemeinsam mit den noch lebenden alten Imagines. Zur Ausbreitung unternehmen die Wanzen weite Dispersionsflüge. Die Nymphen der zweiten Generation sind ab September adult. Nur bei ungünstigen Bedingungen bleibt die Entwicklung unvollständig.

## Belege